# Ідріс аль-Мамун
Абу аль-Ала Ідріс аль-Мамун (*1184 —1232) — 9-й халіф держави Альмохадів у 1229-1232 роках.

## Життєпис
Походив з династії Альмохадів. Син халіфа Абу Юсуфа Якуба аль-Мансура та доньки еміра Мухаммеда ібн Саада ібн Марденіша. Народився у Малазі у 1184 році. Здобув класичну освіту в рамках школи Загірі, відомий любов'ю до наук і літератури, мав хист до красномовства. Замолоду брав участь у військових походах в Іфрикії та аль-Андалусі. З 1203 року був учасником походів проти християн.
У 1210 році на чолі війська з Балеарських островів здійснив напад на каталонське узбережжя, сильно його сплюндрувавши. Ідріс брав участь у битві при Лас-Навас-де-Толоса у 1212 році, де Альмохади зазнали нищівної поразки. Втім зумів врятуватися. Незабаром після цього призначається валі (намісником) Кордови.
У 1224 році після смерті халіфа Юсуфа аль-Мустансира й сходження на трон Абд аль-Вахіда I, підтримав у боротьбі за владу свого брата Абдаллаха. після його перемоги отримує посаду валі Севільї, фактично став керувати Андалузією. У 1225—1226 роках боровся проти повсталих мусульман у горах Баес та кастильців, що їх підтримували. Лише у 1226 році вдалося перемогли повсталих.
У 1227 році після загибелі брата, виступив проти небожа Ях'ї аль-Мутасіма, якого марроканські шейхи оголосили новим халіфом. Для боротьби з ним Ідріс уклав союз з Фердинандом III, королем Кастилії, який надав 12 тис. вояків. У 1229 році Ідрісу вдалося захопити Марракеш, поваливши Ях'ю. Останній сховався у горах. Ідріс став халіфом, прийнявши тронне ім'я аль-Мамун.
Ця боротьба послабила позиції Альмохадів на Піренейському півострові, що привело до утворення самостійних держав та нового наступу Кастилії, Арагону і Португалії на Андалузію й Альгарве. У 1228 році Мухаммед ібн Юсуф ібн Худ створив Мурсійський емірат. Кастилія захопила Касерес, Бадахос і Меріду, Арагон — острів Майорку.
Втім халіф не зміг розрахуватися з кастильським королем, тому вимушений був звести у 1230 році в столиці католицьку церкву. Водночас відмовився від визначальної догми Альмохадів, відповідно до якої Мухаммед ібн Тумарт визнався Махді. Ідріс аль-Мамун таким оголосив пророку Ісу. Також ліквідував раду 10 племінних шейхів та 40 представників берберських племен. Тому халіф втратив підтримку з боку населення, по всій державі почалися повстання.
У 1230 році розпочався наступ Маринідів на землі Альмохадів у північному Марокко. Для боротьби з ними халіф призначив Ягморасана ібн Заяна валі Середнього Магрибу.
У 1232 році повстали міста Сеута, Тлемсен та Беджайя, про свою незалежність оголосили намісники Альмохадів в аль-Андалусі: в Валенсії посів ібнМарденіш, ібн Худ, емір Мурсії, розширив свої володіння, в Гранаді посіла династія Насрідів, в Альграве утворився самостійний емірат, на о. Менорці (Балеарські острови) посіла самостійна династія, яка визнала зверхність Арагонського королівства. За цих обставин Кастилія захопила місто Касорга. Хафсиди остаточно відокремилися в Тунісі та Триполітанії.
У відповідь аль-Мамун рушив й взяв в облогу Сеуту, але не зміг захопити. Незабаром отримав звістку про захоплення столиці Ях'я аль-Мутасімом. Тому вирішив рушити до Марракеша, але в дорозі помер (16 або 17 жовтня), передавши владу синові Абд аль-Вахіду Рашиду.